# Microrregión del Río Formoso
La microrregión del Río Formoso es una de las microrregiones del estado brasilero del Tocantins perteneciente a la mesorregión Occidental del Tocantins. Su población fue estimada en 2006 por el IBGE en 112.020 habitantes y está dividida en trece municipios. Posee un área total de 51.405,340 km².

## Municipios
- Araguaçu
- Chapada de Areia
- Cristalândia
- Dueré
- Fátima
- Formoso do Araguaia
- Lagoa da Confusão
- Nova Rosalândia
- Oliveira de Fátima
- Paraíso do Tocantins
- Pium
- Pugmil
- Sandolândia

- Datos: Q1976954